# Am großen Weg
Am großen Weg (Originaltitel: Le Grand chemin) ist ein französischer Spielfilm von Jean-Loup Hubert aus dem Jahr 1987.

## Handlung
Der neunjährige Louis wird von seiner Mutter Claire aus Paris in ein kleines Dorf in der französischen Provinz gebracht. Claire erwartet ein Baby und möchte in dieser Zeit nicht auch noch mit dem Jungen belastet sein, da der Vater von Louis die Familie verlassen hat. Davon ahnt Louis allerdings noch nichts.
Das Landleben bereitet dem Stadtjungen zunächst einige Schwierigkeiten. So hat er noch nie zuvor gesehen, wie ein Kaninchen geschlachtet wird. Im Dorf trifft Louis auf die zehnjährige Martine. Diese zeigt Louis ihre Welt in dem kleinen Dorf. Eine zentrale Rolle im Leben der Dorfbewohner spielt der Friedhof. Hier wird der Tod nicht verdrängt wie bei den Leuten in Paris.
Marcelle und Pelo, bei denen Louis untergekommen ist, haben ihre eigenen Probleme. Marcelle hat ihr Kind verloren und seitdem Angst vor einer erneuten Schwangerschaft. Daher verweigert sie Pelo den Geschlechtsverkehr; dieser hat deswegen zu trinken begonnen. In betrunkenem Zustand demoliert er das ehemalige Kinderzimmer und fällt über Marcelle her, sodass es beinahe zu einer Vergewaltigung kommt.
Währenddessen verbringt Louis einige glückliche Ferientage mit Martine. Allerdings neckt das etwas ältere Mädchen den Stadtjungen auch: sie hat es sich zur Angewohnheit gemacht, breitbeinig in ihrem Kleid auf dem Boden zu hocken, wodurch ihr Schlüpfer deutlich zu sehen ist. Und dann beschwert sie sich bei ihm, er würde immer auf ihren Schlüpfer starren. Da sie ihn dadurch doch etwas neugierig gemacht hat, zeigt sie ihm auch ein Pärchen, das sich im Heu sexuell vergnügt.
Als Louis schließlich dahinterkommt, dass sein Vater ihn verlassen hat, reißt er aus. Er versteckt sich auf dem Kirchendach. Wie man dort hinkommt, hatte er zuvor von Martine erfahren. Louis rutscht ab, bleibt aber in der Regenrinne hängen und wird von Pelo gerettet.
Das Geschehen ruft bei Marcelle die Erinnerung an ihren eigenen Verlust wieder wach. Ihr wird bewusst, dass man sich nicht vor jedem Schicksalsschlag schützen kann. Sie gibt ihre feindselige Haltung Pelo gegenüber auf und versöhnt sich mit ihm. Louis’ Mutter hat inzwischen ein gesundes Baby zur Welt gebracht und holt ihren Sohn wieder im Dorf ab.

## Hintergrund
Der Film, der auf dem gleichnamigen Roman Le Grand chemin des Regisseurs Jean-Loup Hubert basiert, wurde vollständig an realen Schauplätzen im Dorf Rouans (Département Loire-Atlantique) gedreht.
Im Jahr 1991 entstand unter dem Titel Sommerparadies ein US-amerikanisches Remake des Films mit Elijah Wood, Thora Birch, Melanie Griffith und Don Johnson.

## Kritiken
Das Lexikon des internationalen Films beschrieb Huberts Film in seiner zeitgenössischen Kritik als einen „an klassischen französischen Vorbildern orientierte[n] Film“. Am großen Weg sei „sehenswert durch seine liebevolle Beschreibung des Milieus und die anteilnehmende Zeichnung der Personen“. Cinema sprach ebenfalls von „[l]iebevolle[n] Szenen vom Ende einer Kindheit“.

## Auszeichnungen
- 1987: Prix de l’Académie nationale du cinéma – Grand Prix als bester Film
- 1987: Lucas – Internationales Kinder- und Jugendfilmfestival – Jean-Loup Hubert
- 1987: Montréal World Film Festival – Preis der Ökumenischen Jury (Spezielle Erwähnung)
- 1988: Cleveland International Film Festival – Bester Film
- 1988: César – Bester Hauptdarsteller – Richard Bohringer; Beste Hauptdarstellerin – Anémone
- 1989: Junge Künstler Auszeichnung – Vanessa Guedj

## Deutsche Fassung
Das Dialogbuch für die deutsche Synchronfassung schrieb Karl-Heinz Schäfer.
| Figur    | Darsteller        | Deutscher Sprecher |
| -------- | ----------------- | ------------------ |
| Louis    | Antoine Hubert    | Silvio Liberatore  |
| Martine  | Vanessa Guedj     | Sabine Bohlmann    |
| Marcelle | Anémone           | Marion Hartmann    |
| Pelo     | Richard Bohringer | Erik Schumann      |